# Ludwik Stanisławczyk
Ludwik Stanisławczyk (ur. 23 lutego 1870 w Rzeszowie, zm. 10 lutego 1917 w Sanoku) – polski duchowny rzymskokatolicki, kanonik, działacz społeczny.

## Życiorys
Urodził się 23 lutego 1870 w Rzeszowie jako syn Pawła i Reginy z domu Kamyk. Kształcił się w C. K. I Gimnazjum w Rzeszowie, gdzie w 1890 zdał egzamin dojrzałości (w jego klasie był m.in. Stefan Momidłowski, także późniejszy ksiądz). 
Sakrament święceń otrzymał w 1894 i został duchownym rzymskokatolickim. Jako nowo wyświęcony ksiądz został aplikowany do Jeżowego. Posługiwał też w Jedliczu i w Gorlicach. Od około 1898 do końca życia był przydzielony do parafii pw. Przemienienia Pańskiego w Sanoku, działającej w kościele pod tym wezwaniem. Od około 1899 pracował w szkolnictwie jako katecheta w Sanoku (w sześcioklasowej szkole męskiej kierowanej przez Leopolda Biegę oraz w trzyklasowej szkole wydziałowej żeńskiej połączonej z czteroklasową szkołą pospolitą, kierowanej przez Teodozję Drewińską; począwszy od około 1901 wyłącznie w drugiej z tych placówek, a po przekształceniu od około 1912 w pięcioklasowej szkoły wydziałowej żeńskiej w Sanoku, połączonej z czteroklasową szkołą pospolitą. Udzielał się przy korpusach wakacyjnych w Sanoku.
Od około 1900 do około 1903 był duszpasterzem rzymskokatolickim przy C. K. Sądzie Obwodowym w Sanoku. Był katechetą w 3-klasowej żeńskiej szkole wydziałowej w Sanoku połączonej z 4-klasową szkołą pospolitą w Sanoku. W dniach 10-11 października 1906 zdał egzamin konkursowy na proboszczów.
Działał społecznie. Pełnił stanowisko prezesa wydziału Towarzystwa ku wspieraniu Ochronki Sióstr Służebniczek Najświętszej Marii Panny. Był członkiem i działaczem sanockiego gniazda Polskiego Towarzystwa Gimnastycznego „Sokół” (1906, 1912). Był członkiem zwyczajnym Towarzystwa Upiększania Miasta Sanoka. 8 czerwca 1913 został wybrany członkiem zarządu wydziału sanockiego oddziału Polskiego Towarzystwa Pedagogicznego. Uchwałą Rady Miejskiej w Sanoku z 7 maja 1908 postanowiono o objęciu przez niego mandatu opróżnionego po śmierci ks. proboszcza Bronisława Stasickiego.
W 1916 otrzymał przywilej noszenia Rokiety i Mantoletu kanonickiego (Rochettum et Mantolettum, R.M.). Zmarł w szpitalu w Sanoku 10 lutego 1917 na gruźlicę. Został pochowany na cmentarzu przy ul. Rymanowskiej w Sanoku 13 lutego 1917. 30 marca 1917 zmarła w Sanoku jego matka Regina w wieku 90 lat, która została pochowana obok grobu księdza.